# Shosha Talik
Shosha Talik (Slatina, 1938.), hrvatsko-izraelska akademska slikarica i pjesnikinja.
Rodila se je u Slatini. U Osijeku je završila osnovnu i gimnaziju. Studirala je u Beogradu gdje je diplomirala na Likovnoj akademiji. Sa suprugom je otišla u Izrale 1965. godine. 1968. godine priredila je prvu izložbu crteža.  Izlagala je na više od 20 samostalnih i skupnih izložba. Djela su joj u zbirkama Izraelskog muzeja u Jeruzalemu. Objavila je tri knjige na hrvatskom, talijanskom i hebrejskom. Izdala je dva CD-a s vokalnom glazbom.